# Cea de-a 66-a ediție anuală a Premiilor Grammy
A 66-a ediție anuală a Premiilor Grammy a avut loc la 4 februarie 2024 la Crypto.com Arena din Los Angeles. Gala a fost organizată de CBS și platforma de streaming Paramount+.